# بنزین هوایی
بنزین هوایی (انگلیسی: Avgas (aviation gasoline)) یک سوخت هوایی است که در هواپیماهایی با موتورهای احتراق داخلی با جرقه استفاده می‌شود. Avgas از بنزین معمولی مورد استفاده در وسایل نقلیه موتوری متمایز می‌شود که در زمینه حمل و نقل هوایی به آن mogas (بنزین موتور) می‌گویند. بر خلاف بنزین موتور، که از دهه ۱۹۷۰ برای استفاده از مبدل‌های کاتالیزوری با محتوای پلاتین برای کاهش آلودگی فرموله شده‌است، رایج‌ترین سطح استفاده شده Avgas است که هنوز حاوی تترا اتیل سرب (TEL) هست، ماده ای سمی که برای جلوگیری از کوبش موتور (انفجار زودرس) استفاده می‌شود. آزمایش‌هایی در حال انجام است که در نهایت هدف آن کاهش یا حذف استفاده از TEL در بنزین حمل‌ونقل هوایی است.

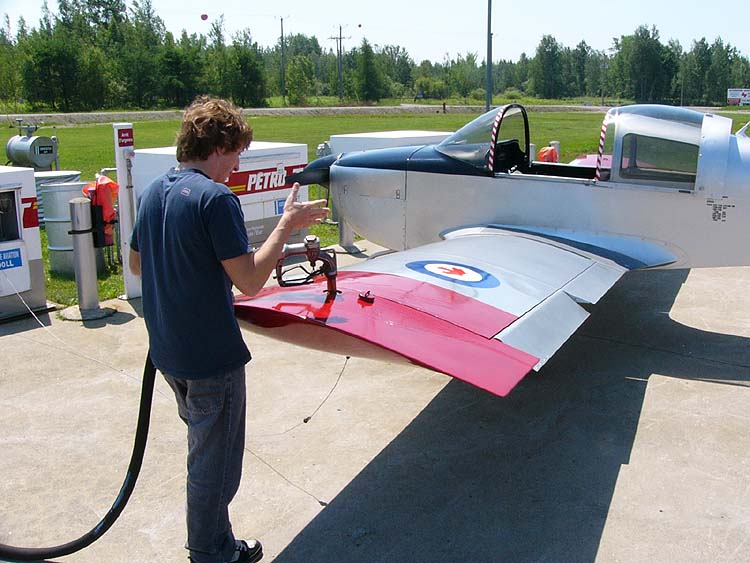

سوخت جت مبتنی بر نفت سفید برای مطابقت با نیازهای موتورهای توربین که نیازی به اکتان ندارند و در یک پوشش پروازی بسیار گسترده‌تر از موتورهای پیستونی کار می‌کنند، فرموله شده‌است. نفت سفید همچنین توسط اکثر موتورهای پیستونی دیزلی که برای استفاده در هوانوردی ساخته شده‌اند، مانند موتورهای SMA Engines, Austro Engine و Thielert استفاده می‌شود.

## خواص
ماده اصلی نفتی مورد استفاده در مخلوط کردن گاز، آلکیلات است که مخلوطی از ایزواکتان‌های مختلف است. برخی از پالایشگاه‌ها نیز از ریفرمیت استفاده می‌کنند. تمام گریدهای اوگس که مطابق با CAN 2-3 [توضیحات بیشتر لازم است]، 25-M82 [توضیحات بیشتر لازم است] دارای چگالی ۶٫۰۱ پوند در هر گالن ایالات متحده (720 g/L) در دمای ۱۵ درجه سانتیگراد (۵۹ °F) هستند.(6 lb/U.S. gal معمولاً در آمریکا برای محاسبه وزن و تعادل استفاده می‌شود) چگالی به ۶٫۴۱ پوند در هر گالن ایالات متحده (768 g/L) در -۴۰ °C (-40 °F) افزایش می‌یابد و حدود ۰٫۱ درصد کاهش می‌یابد. در هر ۱ درجه سانتیگراد (۱٫۸ درجه فارنهایت) افزایش دما. Avgas دارای ضریب (یا عامل) انتشار ۱۸٫۳۵۵ پوند در هر گالن ایالات متحده (۲٫۱۹۹۴ کیلوگرم در لیتر) CO2 یا حدود ۳٫۰۷ واحد وزن CO2 تولید شده در واحد وزن سوخت مصرف شده‌است. Avgas با محدوده فشار بخار رید ۵٫۵ تا 7 psi نسبت به بنزین خودرو، با محدوده ۸ تا 14 psi فرار کمتر است. حداقل حد نوسانات کافی برای راه اندازی موتور را تضمین می‌کند. حدود بالا مربوط به فشار اتمسفر در سطح دریا، 14.7 psi، برای وسایل نقلیه موتوری و فشار محیط در ۲۲۰۰۰ فوت، 6.25 psi، برای هواپیما است. نوسانات پایین گاز، احتمال قفل شدن بخار در خطوط سوخت را در ارتفاعات تا ۲۲۰۰۰ فوت کاهش می‌دهد.
مخلوط‌های ویژه‌ای که امروزه مورد استفاده قرار می‌گیرند همان چیزی است که برای اولین بار در دهه ۱۹۴۰ توسعه یافتند و در موتورهای هوایی و نظامی با سطوح بالای سوپرشارژ استفاده می‌شدند. به ویژه موتور رولزرویس مرلین مورد استفاده در جنگنده‌های اسپیت‌فایر و هاریکان، جنگنده بمب‌افکن Mosquito و بمب‌افکن سنگین لنکستر (مرلین II و نسخه‌های بعدی به سوخت ۱۰۰ اکتان نیاز داشتند)، و همچنین موتور آلیسون V-1710 خنک‌شده با مایع، و موتورهای شعاعی هوا خنک از پرت اند ویتنی، رایت، و دیگر سازندگان در دو سوی اقیانوس اطلس. رتبه‌های اکتان بالا به‌طور سنتی با افزودن تترا اتیل سرب، یک ماده بسیار سمی که در اواخر قرن بیستم در اکثر کشورها به تدریج از خودروسازی حذف شد، به دست می‌آمد.
اوگاز سرب دار در حال حاضر در چندین درجه با حداکثر غلظت سرب متفاوت موجود است. (آوگاز بدون سرب نیز موجود است) از آنجایی که تترااتیل سرب یک افزودنی سمی است، حداقل مقدار مورد نیاز برای رساندن سوخت به درجه اکتان مورد نیاز استفاده می‌شود. غلظت واقعی اغلب کمتر از حداکثر مجاز است. [نیاز به منبع] از نظر تاریخی، بسیاری از موتورهای هواپیماهای پیستونی ۴ و ۶ سیلندر کم مصرف پس از جنگ جهانی دوم برای استفاده از سوخت‌های سرب طراحی شده بودند. سوخت جایگزین بدون سرب برای این موتورها در حال توسعه و تأیید است. برخی از هواپیماهای با موتور رفت و برگشتی همچنان به سوخت سرب نیاز دارند، اما برخی دیگر نیازی به سوخت ندارند و برخی نیز در صورت استفاده از افزودنی روغن خاص می‌توانند بنزین بدون سرب بسوزانند.
Lycoming فهرستی از موتورها و سوخت‌های سازگار با آنها را ارائه می‌دهد. طبق نمودار اوت ۲۰۱۷ آنها، تعدادی از موتورهای آنها با سوخت بدون سرب سازگار هستند. با این حال، همه موتورهای آنها نیاز به استفاده از افزودنی روغن در هنگام استفاده از سوخت بدون سرب دارند: "هنگام استفاده از سوخت‌های بدون سرب مشخص شده در جدول ۱، افزودنی روغن Lycoming P/N LW-16702، یا یک محصول نهایی مشابه مانند Aeroshell 15W- 50، باید استفاده شود." Lycoming همچنین خاطرنشان می‌کند که درجه اکتان سوخت مورد استفاده نیز باید الزامات ذکر شده در مشخصات سوخت را برآورده کند، در غیر این صورت ممکن است به دلیل انفجار موتور آسیب ببیند.
در همین حال، Teledyne Continental Motors نشان می‌دهد (در سند X30548R3 که اخیراً در سال ۲۰۰۸ بازبینی شده‌است) که در موتورهای آنها گاز سرب‌دار مورد نیاز است: «موتورهای هواپیمای فعلی دارای اجزای دنده سوپاپ هستند که برای سازگاری با سوخت‌های سربی ASTM D910 طراحی شده‌اند. در چنین سوخت‌هایی، سرب به عنوان روان کننده عمل می‌کند و نواحی تماس بین سوپاپ، راهنما و صندلی را می‌پوشاند. استفاده از سوخت خودروهای بدون سرب با موتورهای طراحی شده برای سوخت‌های سربی می‌تواند منجر به سایش بیش از حد صندلی دریچه اگزوز به دلیل کمبود سرب شود و عملکرد سیلندر بدتر شود. سطوح غیر قابل قبول در کمتر از ۱۰ ساعت.»